# Dakar (region)

Dakarregionens departement.

Dakarregionen (franska Région de Dakar) är en av Senegals fjorton regioner. Den ligger på Kap Verdehalvön och omfattar landets huvudstad Dakar samt närliggande förorter. Folkmängden beräknades till 3 330 692 invånare 2015, på en yta av 547 km². Regionen har den största folkmängden av Senegals regioner, men har också den minsta ytan.

## Administrativ indelning
Regionen är indelad i fyra departement (département) som är vidare indelade i arrondissement. Arrondissementen är indelade i olika typer av administrativa enheter som kommuner (communes), rurala kommuner (communautés rurales) samt kommunala arrondissement (communes d'arrondissement). Departementen Dakar, Guédiawaye och Pikine omfattar samma områden som kommunerna med samma namn.
Dakars departement
- Kommun: Dakar
  - Arrondissement: Almadies, Dakar-Plateau, Grand Dakar, Parcelles Assainies

Guédiawayes departement
- Kommun: Guédiawaye
  - Arrondissement: Guédiawaye

Pikines departement
- Kommun: Pikine
  - Arrondissement: Niayes, Pikine Dagoudane, Thiaroye

Rufisques departement
- Arrondissement: Bambylor
  - Rurala kommuner: Bambylor, Tivaouane Peulh-Niagha, Yène
- Arrondissement: Rufisque
  - Kommunala arrondissement (utgör kommunen Rufisque): Rufisque Centre (Nord), Rufisque Est, Rufisque Ouest
  - Kommuner: Bargny, Diamniadio, Jaxaay-Parcelle-Niakoul Rap, Sangalkam, Sébikotane, Sendou